# バンクサイド発電所
バンクサイド発電所（英: Bankside Power Station）は、テムズ川南岸のロンドン・サザーク区バンクサイドに存在した発電所である。1891年から1981年まで発電所として操業を行い、2000年からは博物館・美術館のテート・モダンとして再利用されている。

## 先行発電所
バンクサイド発電所の先行発電所は、1891年にバンクサイド・メレディス・ワーフ（英: Meredith Wharf）へ建設された。発電所の所有・操業はシティ・オブ・ロンドン・エレクトリック・ライトニング・カンパニー・リミテッド (CLELCo) が担当し、シティと北部サザークの一部へ電力供給していた。発電機械はブラッシュ・エレクトリカル・エンジニアリング・カンパニーによって導入され、ブラッシュ社製の25キロワット・アークライター（英: arc-lighter）が2組、2キロボルト・100ヘルツで出力できる100キロワット・単相交流発電機 (en) が2台設置された。1891年6月25日にはこれらの機械を用いて、クイーン・ヴィクトリア・ストリートのアーク街灯向け直流電流の初送電が行われた。家庭向け・商業用交流電流は1891年12月14日に初めて送電され、単相交流・100ヘルツ・三線式、204/102ボルト・システム（英: 204/102 Volt system）で送電された。サザーク橋やブラックフライアーズ橋に送電線が掛けられた。

## バンクサイドA発電所（1893年 - 1959年）
後にバンクサイドA（英: Bankside A）として知られることになる発電所は、電力需要の拡大に伴って複数回の拡張を繰り返した。
全長230フィート (70 m)・幅50フィート (15 m)のエンジン・ルームは1893年に建設され、内部にはウィランズ（英: Willans）製のエンジンが組み込まれた350 kW・400 kWの交流発電機が2機ずつ設置された。これに繋がるボイラー室は、同じ全長を持ち、バブコック・アンド・ウィルコックス製のボイラーが9台設置されていた。1895年、エンジン・ルームは42フィート (13 m)、ボイラー室は300フィート (91 m)に延長され、後者には22台のボイラーが設置された。
フリート・ストリートの印刷業者向けの直流電流は、バンクサイド発電所へ1900年に建築された直流発電所から供給されていた。
1901年、ボイラー室は幅を2倍に拡張し、46台のボイラーが設置された。エンジン・ルームには3つのクランクが付いたウィランズ製のエンジンへ直接繋げられる形でブリティッシュ・トムソン＝ヒューストン製のオルタネーター（交流発電機）が10台導入されたほか、2つのシリンダーが結合したブラッシュ製のエンジンで稼働し、3,600 kWの動力を持つブラッシュ製の交流発電機が8台、150rpmで1,500 kWの交流発電機を動かす、互いに繋がれた2台フェランティ製エンジンが設置されており、合計で10,500kWを出力できた。1907年までに発電所の出力は25,500 kW まで上がり、更に直流発電機 15,000 kW も設置された。
2,500 kW のターボ・オルタネーターは、1台目が1910年12月、2台目が1911年1月に導入され、その他はおよそ1年の間隔を空けて順々に設置された。1920年までには7台が導入され、出力は総計で19,500 kW に至った。1919年まで、発電システムは2 kV・単相交流と450ボルト直流であったが、この年に11 kV・三相交流に交換された。蒸気条件も150psiから250psiに能力が上昇し、660 °F (349 °C)まで加熱できるようになった。
1921年から1928年にかけ、発電所の東側に新たなボイラー室が建設された。内部には18台のボイラーが設置され、1921年の石炭ストライキを受けて内6台は石油動力源のものにされたが、この中の2台は、その後石炭動力源のものに交換された。この建設を受け、古いボイラー室と150フィート (46 m)あった煙突3本は取り壊された。
| 年   | 発電容量 (MW) | 年次出力 (GWh) | 接続 (MW) |
| ---- | ------------- | -------------- | --------- |
| 1910 | 25            | 25.2           | 37.4      |
| 1915 | 34.5          | 29.5           | 46.2      |
| 1923 | 34.5          | 49.2           | 70.1      |
| 1928 | 89            | 79.5           | 99.4      |
| 1934 | 89            | 114.1          | 131.7     |
| 1945 | 89            | 103.0          | 127.8     |

1934年、バンクサイド発電所はナショナル・グリッドのロンドン発電網に接続し、中央電力庁が操業指揮を行う「選ばれた」発電所（英: a 'selected' station）になった。

### A発電所の装備
1921年から1928年にかけての新ボイラー室建設に伴い、バンクサイドA発電所の石炭プラントが構成された。構成は、バブコック製の50,000 lb/hr ボイラーが12台（動力源は4台が石油・8台が石炭）、ヤーロウ式ボイラー製・石炭動力源・65,000 lb/hr のボイラーが4台、同じくヤロウ製で石炭動力源・70,000 lb/hr のボイラーが2台だった。操業時の蒸気圧は260psiで、600 °F (316 °C)から700 °F (371 °C)まで加熱することができ、気化能力は 850,000 lb/hr だった。コンデンサーの冷却水はテムズ川から汲み上げたもので、川辺に面したポンプ室を通じて、1時間に7,800,000英ガロン (35,000,000 l; 9,400,000 US gal)が供給されていた。
1930年代のピーク時には、エリコン・ブリティッシュ・トムソン＝ヒューストン製のターボ・オルタネーターが8台（5MW 1台・10MW 5台・15MW 2台）と、パーソンズ製・4MWのハウス・サービス・セットが1台（450 - 500ボルト）設置され、総発電容量は89MWとなった。古いプラントの中には使用停止されたものもあった。1952年までに、プラントの構成は、エリコン製のターボ・オルタネーターが3台（1台は5MW・2台は10MW）、ブリティッシュ・トムソン＝ヒューストンのターボ・オルタネーターが4台（10MW・15MWが2台ずつ）、パーソンズ製・4MWのセットが1台になった。

### 苦情
発電賞の操業中には、多くの苦情が寄せられた。1901年10月、CLELCoはコーポレーション・オブ・サザークに対し、煙が会社への迷惑行為になったとして、250ポンドの支払いを決定した。1903年1月には、「煙の排出」（英: "creating smoke"）に対し、20ポンドの追加科料が決定された。この後もCLELCoは、同様の迷惑行為に関して争うことになった。1910年5月、ロンドン・カウンティ・カウンシルのパブリック・コントロール・デパートメントの役人が、中央煙突から排出される黒煙を観察してきたことを語り、「迷惑行為と考えられるほどの量」（英: "in such volumes as to constitute a nuisance"）だったと述べた。企業側は日没後に行われた観察なので「どんな蒸気やガスも黒く見えるだろうし[中略]光が無い状況では正確性が担保できない」と主張し、情報が正確で無いとして論争が起こった。
ロンドン・カウンティ・カウンシルは、1950年夏に土砂の堆積を計測する試験を実施した。1950年9月の1ヶ月で、1平方マイルごと235トンの土砂がバンクサイドA発電所から排出されて堆積したと試算されている。

### 改修・国有化
1930年代後半から、バンクサイドの発電能率が落ちていることは問題視されており、1946年には熱効率が15.82%にまで低下した上、老朽化や汚染も顕在化した。CEBによって新しい発電所を建てる準備案が作られたが、第二次世界大戦の影響で再開発には遅れが出た。
1948年4月1日、英国の発電産業は国有化され、バンクサイド発電所は英国電力公社の所有となり、発電所からの配電システムはロンドン・エレクトリシティ・ボードが引き受けた。バンクサイドA発電所は1959年3月に発電を停止し、東側にバンクサイドB発電所を建設するため取り壊された。

## バンクサイドB発電所（1947年 - 1981年）
バンクサイド発電所の再開発計画は戦争で一時中断されていたものの、1944年、シティ・オブ・ロンドン・エレクトリック・ライトニング・カンパニー・リミテッド (CLELCo) によって再始動された。最大発電容量300MWの新発電所を建設する計画が立てられ、1944年にはロンドン・カウンティ・カウンシルに計画が提出された。1943年にはカウンティ・オブ・ロンドン・プランとして、サウス・バンク地区をオフィスや住居用フラット、教育・文化機関へ再開発する計画が立てられていたため、地区の工業化を推し進める発電所再開発計画は大きな議論を呼んだ。新しいバンクサイドB発電所の建設は、1947年4月にイギリス内閣によって承認された。バンクサイドA発電所・B発電所という呼称は、A発電所が廃炉になる前、両発電所とも稼働していた1947年から1959年までの12年間のみ使われた名称である。
建物のデザインはジャイルズ・ギルバート・スコットが担当した。彼はリヴァプール大聖堂やレッド・テレフォン・ボックスを設計し、バタシー発電所のアールデコ調外装なども担当した人物である。発電所は全長155 m (509 ft)、幅73 m (240 ft)で、鉄骨構造のブリック・カテドラル・スタイル（英: The brick cathedral style）で建設され、中央煙突は99 m (325 ft)の高さがあった。建設計画は3つの区画に分けられ、85フィート (26 m)の高さがあるタービン・ホール (en) が中心に存在し、北側に機械室、南側に変圧器やスイッチ室が作られた。発電所の建物は、カウンティ・オブ・ロンドン・プランで提案されていた並木道を後々整備できるよう、テムズ川からセットバックとして少し下げて建設された。
B発電所は石炭を動力源とする計画だったが、石炭不足による電力危機が1947年初頭に発生し、石油動力源に切り換えられた（イギリスの石油火力発電所として最初期の例でもある）。バンカーC重油（英: Bunker 'C' oil）がシェル・ヘヴン精製所からテムズ川経由で輸送され、建物南側地下に設置された3つの巨大タンクに貯蔵された。タンクはそれぞれ直径28m、高さ7.3mで、4,000トンの油を貯蔵できた。発電所での油の最大消費量は1時間毎67トンだった。
建設は1947年から1952年と、1958年から1963年の2期に分けて行われ、古いA発電所は新発電所の建設中も稼働を続けた。建物の西半分と煙突が最初に完成し、4機のボイラーと60MWのターボ・オルタネーター2台を使って、1952年に新発電所最初の発電が行われた。A発電所は1959年3月に閉鎖され、東側区画の建設が始まった。建設は1963年12月に完了し、新しい区画にはボイラー1台、ターボ・オルタネーター2台（120MWと60MW各1台）が設置され発電が始まった。B発電所の最大発電容量は300MWだった。

### B発電所の装備
B発電所のボイラー・プラントの特性は以下の通りである。
| 製造者              | フォスター・ホイーラー | ジョン・ブラウン・ランド（ブラウン・ライリー） |
| 製造年度            | 1952年                 | 1963年                                         |
| 台数                | 4                      | 1                                              |
| 蒸気生産（1台ごと） | 375,000 lb/hr          | 860,000 lb/hr                                  |
| 加圧能力            | 950 psi                | 1600 psi                                       |
| 温度                | 925 °F (496 °C)        | 1,005 °F (541 °C)                              |
| 再加熱              | 無し                   | 377 psi・1,005 °F (541 °C)                     |

圧縮機の冷却水は、テムズ川から1時間あたり1,000万英ガロン（1日あたり107万立方メートル）汲み上げられていた。水による圧縮機の冷却効果は15 °F (−9 °C)だった。また、B発電所の発電機械は以下の通りだった。
| 製造者                     | ブリティッシュ・トムソン＝ヒューストン | アソシエイティド・エレクトリカル・インダストリーズ | イングリッシュ・エレクトリック |
| 台数                       | 2                                      | 1                                                  | 1                              |
| 製造年度                   | 1952年11月・1953年6月                  | 1962年後半                                         | 1963年12月                     |
| 定格出力                   | 60 MW                                  | 60 MW                                              | 120 MW                         |
| タービン止め弁での蒸気条件 | 900 psi・900 °F (482 °C)               | 915 psi・900 °F (482 °C)                           | 1500 psi・1,000 °F (538 °C)    |
| オルタネーター冷却         | 空気 (408m3/min)                       | 水素                                               | 水素                           |
| 端子電圧                   | 15 kV                                  |                                                    | 13.8 kV                        |

120MWのターボ・オルタネーターは、1963年から1973年にかけて、英国で最も効率が良い発電機トップ20にランクインしていた。
オルタネーターは、66kV・3相・デルタ＝スター変換器で互いに接続されていた。メインである66kVの開閉装置（2,500MVA）はスイッチ室の上層3階に置かれたほか、遮断器はスイッチ室の上階、セレクター・スイッチと母線は下層階に設置された。バンクサイド発電所からは、66kVのケーブルが2本ずつ、バタシー発電所とデットフォード発電所に伸びていた。また、22kVのケーブル10本と、11kVのケーブル12本により、ロンドン・エレクトリシティ・ボード管轄下の変電所へ配電されていた。

#### 煙道ガス洗浄
B発電所はロンドン中心部に位置していたため、大気汚染緩和用に煙道ガス洗浄プラントを備えていた。バンクサイド発電所以前にこの仕組みを備えていた英国の発電所は、バタシー発電所とフラム発電所のみである。ボイラーから排出された煙道ガスは、シーダー材の気体浄化装置塔に送られ、石灰を加えたテムズ川の水が逆流・順流する3本の水道を通すことで洗浄された。この仕組みにより、煙突からは特徴的な白いプルーム (Plume (fluid dynamics)) が放出された。プラントは煙道ガスから硫化物を取り除くのに効果的で、稼働中の硫化物除去効率は全体で97.2%であった。しかしこの方法は、ある大気条件下で「プルーム・ドループ」（英: plume-droop）を産生し得るガスを冷却しており、地表レベルではガスによる生活妨害も起きていた。煙道ガス洗浄プラントから排出される汚染水は、気体で泡立つタンクへ送られ、亜硫酸塩を酸化して硫酸塩に変えた上で、コンデンサーからの水で希釈されて川へ放流された。1950年代には汚染は取るに足らないこととされていたが、1960年代後半にテムズ川の清掃活動が行われるようになってからは、川の生態系回復の上で有害なものと見なされるようになった。

#### 地域熱供給
1971年、ロンドン・エレクトリシティ・ボードは、バンクサイド発電所で地域熱供給計画を推し進める法的権利を獲得した。建物の北側・煙突の土台に隣接してボイラー室が新設され、トゥーリー・ストリートには地下パイプが埋設された。この計画は1973年から1974年に掛けての燃料危機で放棄された。

### 発電容量・出力
バンクサイドB発電所の総出力を抜粋して以下の表に示す。
| 年      | 発電容量 (MW) | 年間発電量 (GWh) |
| ------- | ------------- | ---------------- |
| 1953/4  | 120           | 118.9            |
| 1958/9  | 120           | 657.7            |
| 1962/3  | 180           | 623.5            |
| 1963/4  | 300           | 536.0            |
| 1970/1  | 300           | 1301.2           |
| 1973/4  | 300           | 662.6            |
| 1976/7  | 240           | 466.7            |
| 1978/9  | 120           | 109.4            |
| 1979/80 | 100           | 9.6              |

1970年10月8日には、24時間で6,004,364 kWhを発電した。
1973年の石油価格高騰時、石油を動力源とするバンクサイド発電所は石炭動力源の発電所に比べ不経済となり、冬季や電力需要のピーク時などにはあまり使われないようになっていった。60MWのユニットは、ひとつが1976年に、もう2つが1978年に稼働を停止した。また、120MWのユニットは100MWへと容量が引き下げられた。B発電所は1981年10月31日に閉鎖された。

## 再開発
発電所の閉鎖後、工業博物館や演芸場、ホテル、オペラ・ハウス、会議・展示場など複数の再開発計画が提案されたが、どれも経済的に実現可能なものではなかった。計画の中には発電所の保全を求めるものもあり、団体「セーブ・ブリテンズ・ヘリテージ」 (SAVE Britain's Heritage) は1980年5月にバンクサイド発電所を訪れ、その使い道について報告書を作成した。1987年には、イギリス指定建造物登録に向けた申請が行われたが、1992年に却下された。政府は土地の売却を希望しており、指定建造物登録はデベロッパーによる建物改築を妨げると危惧していた。1993年2月3日、バンクサイド発電所には 'Certificate of immunity from listing' (en) （向こう5年間に指定建造物へ登録されないことの証明書）が発行された。
1990年の英国電力事業民営化に伴い、発電所はニュークリア・エレクトリックに移管されることになった。会社は250万ポンドをかけてアスベストと不要になった機械を除去し、発電所の売却準備を行った。作業のため建物の西壁を壊す申請が行われたが、結局プラントは西壁の穴から外へ出すことができた。BBCの番組 "One Foot in the Past" (en) は建物に差し迫る危機について特集し、リポーターのギャビン・スタンプは建物保全を熱烈に嘆願した。

### テート・モダンの建設
1994年4月、テート・ギャラリーは、バンクサイド発電所の建物を用いテート・モダンを新設することを発表した。1995年6月には1億3,400万ポンドをかけた改装工事が始まり、残されていたプラントも全て除去された。改装工事はCarillion (en) が担当し、2000年1月に完了した。改装工事後も、タービン・ホールなど一部の内装はそのまま残された。建物南側にある変電所もそのひとつで、電力会社EDFエナジーの所有下にあった。2006年、EDFは保有地の半分をテート側へ引き渡すことを発表した。石油貯蔵用のタンクも改装され、2012年6月から展示スペースとして使われているほか、2016年6月17日にはタンクの上に塔が建てられ、美術館の別館として拡張オープンした。

## 映画・テレビでの利用
発電所は、英国のテレビ番組の複数エピソードで撮影に利用されている。『宇宙船レッド・ドワーフ号』の撮影に使われたほか、ダニー・キャノンの映画『ジャッジ・ドレッド』の撮影にも用いられた。リチャード・ロンクレインが1995年に撮影した映画『リチャード三世』では、ロンドン塔のロケーションとして使われている。テート・モダンへの改修後には、『キケンな女刑事～バック・トゥ・80's～』の第1話で利用されている。